# Giaan Rooney

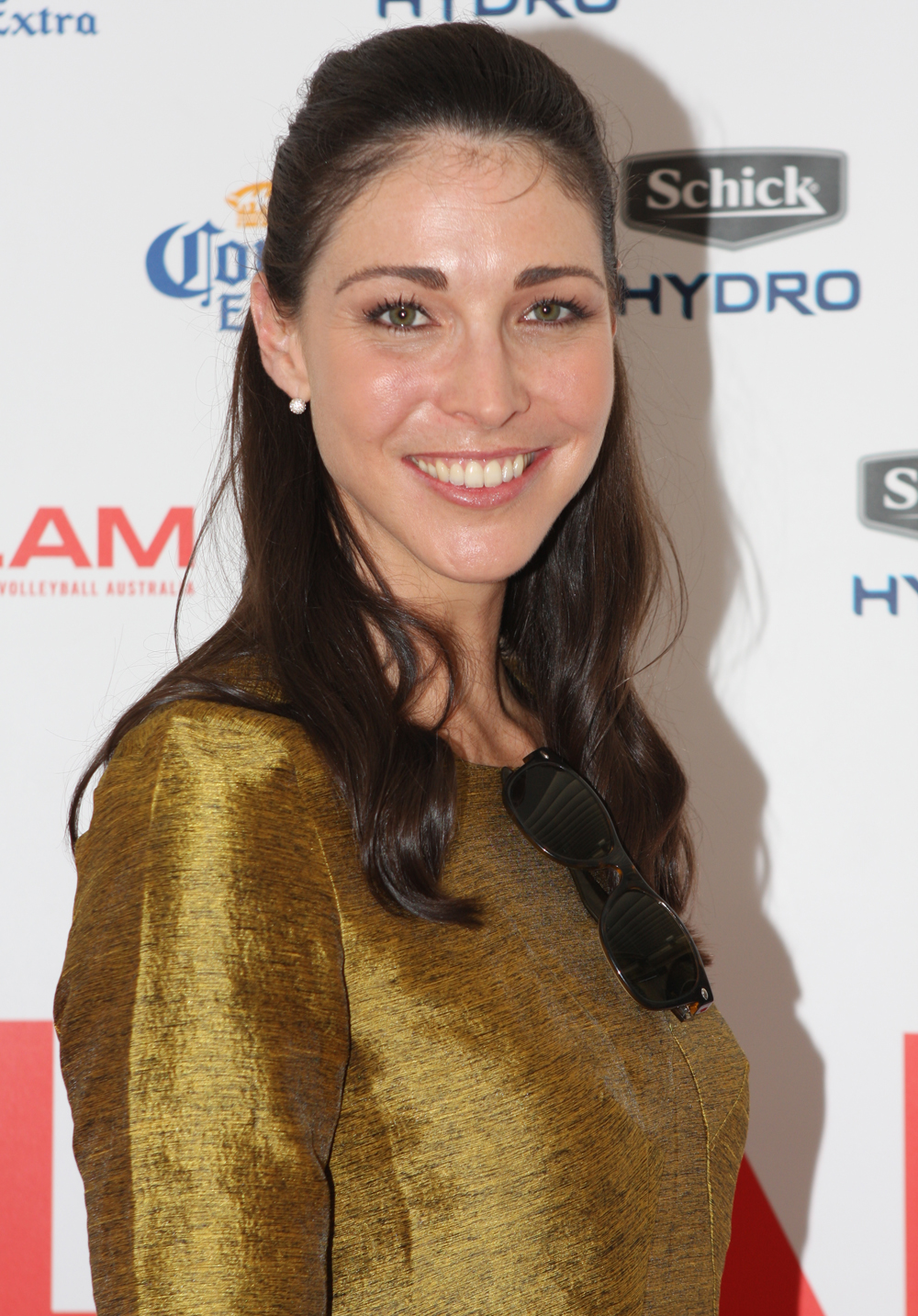
Giaan Rooney (2012)

Giaan Leigh Rooney OAM (* 15. November 1982 in Brisbane) ist eine ehemalige australische Schwimmerin, die sich auf die Rücken- und Freistilstrecken spezialisiert hat.
Sie lebt in Melbourne, wo sie unter anderem mit Matt Welsh und Michael Klim trainierte. Nach den Commonwealth Games 2006 trat sie von aktiven Schwimmsport zurück, um sich auf ihre Karriere im Fernsehen zu konzentrieren. Dort arbeitet sie heute als Moderatorin für Sport- und Gesundheitsmagazine. Außerdem nahm sie an der australischen Variante von Stars auf Eis teil.
Für ihre Verdienste um den Sport als Goldmedaillengewinner bei den Olympischen Spielen 2004 in Athen wurde sie mit der Medaille des Order of Australia ausgezeichnet.

## Erfolge
- Goldmedaillen bei den Commonwealth Games 1998 in Kuala Lumpur über 100 Meter Rücken und mit der 4-mal-100-Meter-Lagenstaffel
- Silbermedaille bei den Olympischen Sommerspielen 2000 in Sydney mit der 4-mal-200-Meter-Freistilstaffel
- Weltmeisterin 2001 in Fukuoka über 200 Meter Freistil
- Olympiasiegerin 2004 in Athen mit der 4-mal-100-Meter-Lagenstaffel
- Weltmeisterin 2005 in Montreal über 50 Meter Rücken
- Silbermedaillen bei den Commonwealth Games 2006 in Melbourne über 50 und 100 Meter Rücken